# HD 145589
HD 145589，又名BD+10 2971，SAO 121414、HR 6032，是一颗恒星，视星等为6.53，位于銀經22.53，銀緯39.84，其B1900.0坐标为赤經16h 6m 42.7s，赤緯+9° 39.84′ 18″。